# 阿方索·德拉卡馬
阿方索·馬爾塞塔·馬卡紹·德拉卡馬（葡萄牙語：Afonso Marceta Macacho Dhlakama，1953年1月1日—2018年5月3日），莫桑比克政治家，原反共游擊組織莫桑比克全國抵抗黨魁，該組織在莫桑比克內戰中與莫桑比克解放陣線黨政府作戰，後於九十年代初簽署和平協議，轉爲反對黨。德拉卡馬出生於索法拉省曼貢德（Mangunde）。

## 莫桑比克內戰
在莫桑比克全國抵抗的第一任领导人安德烈·馬桑蓋塞于1979年被莫桑比克政府军杀害后，德拉卡马成为了领导人。到了1984年，德拉卡馬既是全國抵抗運動部队的总司令，又是管理機關——一個12人的執行委员会——的负责人。作为全國抵抗的领导人，德拉卡马试图通过游击战略来破坏莫解阵政府的稳定。在他的領導下，全國抵抗达到了力量的顶峰，控制了全国大部分地区，特别是北部地区，并且能够在主要城市以外的任何地方进行袭击。在其斗争中，全國抵抗得到了一些西方国家保守派的支持，包括美国、葡萄牙和巴西右翼军事政权，以及最重要的羅德西亞和南非的白人政府的支持，由于莫桑比克解放阵线对兩國国内的叛乱运动的支持，反對莫解陣的莫桑比克政府成为了他们的目标。然而，伴隨冷战的结束，羅德西亞史密斯政府的崩溃，以及最重要的是，南非发生的轉變最终使全國抵抗失去了它的财政支持者和武器供应商。因此，它和同樣失去了東方集團的支持者的莫解陣最终于1992年10月签署了和平条约。該組織随后在德拉卡马的继续领导下，转变为了一个合法政党。

## 戰爭罪與反人類罪指控
根据美国国务院和其他一些消息来源，在德拉卡马的领导下，全國抵抗運動在战争中系统性地犯下了反人类罪。这些罪行包括在袭击村庄和城镇时大规模杀害和残害非战斗人员，以及系统性地强迫平民爲抵抗運動工作。莫解陣在与葡萄牙人作战时也使用過类似的方法。不同的是抵抗運動會绑架儿童，並將他們当作儿童兵使用。据估计，抵运部队中有三分之一的人不满18岁。被绑架的人还必须在抵运控制的地区为其提供行政或公共服务工作。拒绝为抵运工作的人與試圖逃離的人一樣，将会受到毒打甚至当场处决的惩罚（莫解阵也采用这种做法）。一个特别可怕的做法是残害和杀害逃跑的父母留下的儿童。

## 戰後活動

### 政治活動

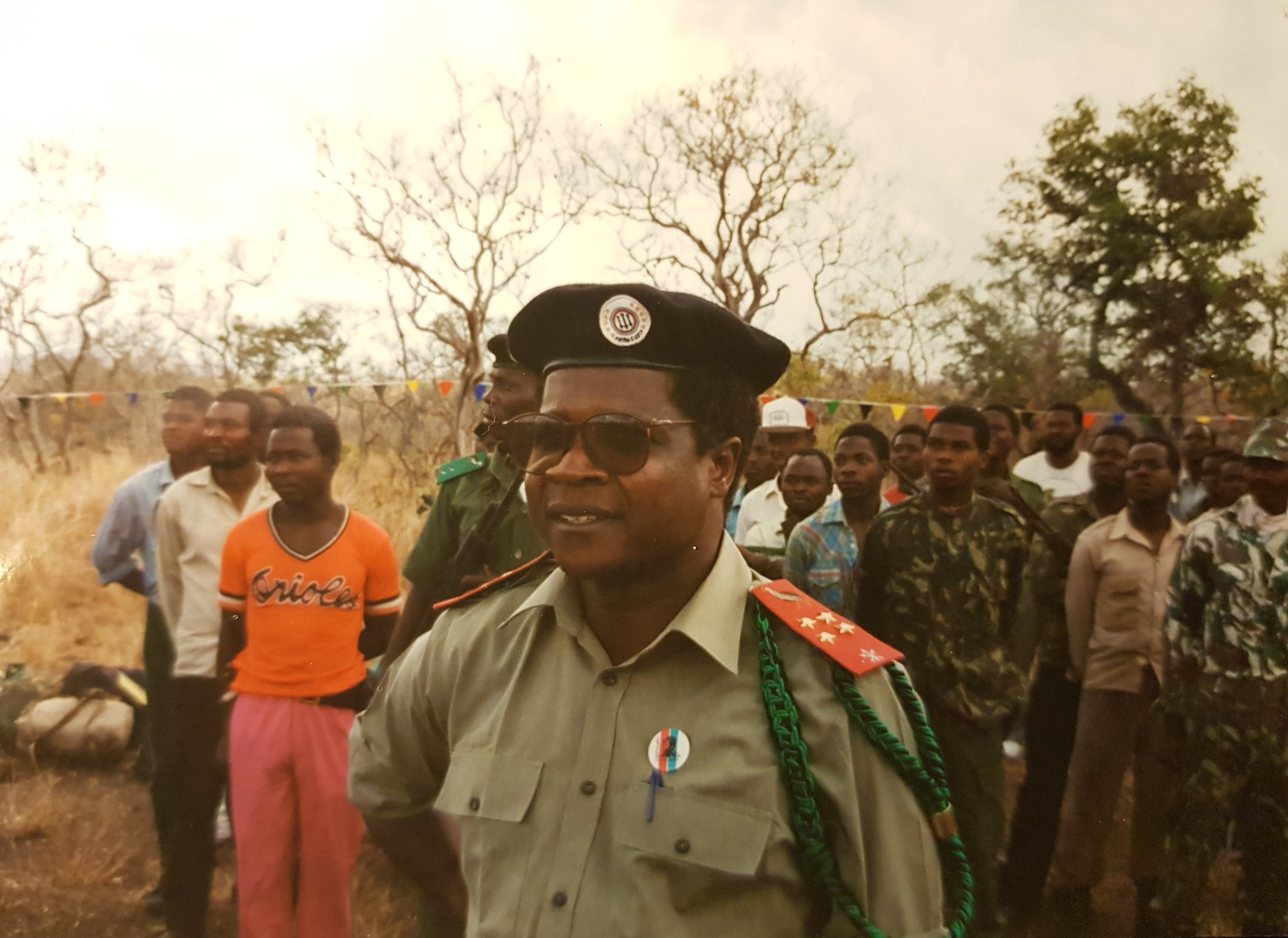
1993年

德拉卡马作为全國抵抗運動的候选人参加了莫桑比克举行的三次多党制总统选举。1994年，他以53.3%对33.7%的优势被時任总统、莫解阵候选人若阿金·希薩諾击败。在1999年的总统选举中，他获得了47.7%的选票，希萨诺获得了52.3%的选票。在2004年12月的总统选举中，他被莫解阵候选人阿曼多·格布扎击败，后者获得了63.7%的选票，而他只获得了31.7%。
选举的国际观察员批评说，全国选举委员会（CNE）没有进行完全公平和透明的选举。他们列举了选举当局的一系列严重缺陷，而这些缺陷对执政党莫解阵有利。
作爲反對派領導人，德拉卡馬被選入国务委员，一个负责向总统提供建议的机构。他和委员会的其他成员于2005年12月23日宣誓就职。他说自己为了国家稳定而接受了自己在委员会的席位。
2007年6月10日，德拉卡马在马普托的一次车祸中受伤。抵运发言人称其为轻伤。
尽管抵运的力量显然因达维兹·西曼戈的背叛而受到削弱，后者组建了一个新的政党，但德拉卡马于2009年7月22日在楠普拉省的一次党代会上击败另一名候选人罗杰里奥·弗朗西斯科·若昂（Rogério Francisco João），再次当选为抵运领导人，任期五年。他是抵运在2009年10月的总统选举中的候选人。

## 逝世與影響
2018年5月3日，德拉卡馬因心脏病发作在戈龙戈萨去世。抵运一名未透露姓名的官员证实了这一点，并表示德拉克马在逝世就已经生病了。关于德拉克马去世后抵运的未来，枫园公司的分析家埃德·霍比·哈姆舍（Ed Hobey Hamsher）表示，“没有一个潜在的继任者具有德拉克马的地位”，任何接替他的人“都将努力统一抵运的各个派别”。在德拉卡马去世时，抵运大会无法确定投票决定继任者的日期。6月14日，被选为在大会选出德拉卡馬的永久接班人之前担任抵运临时领导人的奥苏福·莫马德（Ossufo Momade）躲了起来。